# Öppet vatten-simning vid världsmästerskapen i simsport 2025 – Herrarnas 10 km
Herrarnas 10 km i öppet vatten-simning vid världsmästerskapen i simsport 2025 avgjordes den 16 juli 2025 vid Sentosa i Singapore.
Tyske Florian Wellbrock tog guld, italienske Gregorio Paltrinieri tog silver och australiske Kyle Lee tog brons.

## Resultat
Tävlingen startade klockan 13:00.
| Placering | Simmare                     | Nationalitet                    | Tid                 |
| --------- | --------------------------- | ------------------------------- | ------------------- |
| 1         | Florian Wellbrock           | Tyskland                        | 1:59.55,5           |
| 2         | Gregorio Paltrinieri        | Italien                         | 1:59.59,2           |
| 3         | Kyle Lee                    | Australien                      | 2:00.10,3           |
| 4         | Oliver Klemet               | Tyskland                        | 2:00.10,4           |
| 5         | Luca Karl                   | Österrike                       | 2:00.30,4           |
| 6         | Denis Adeev                 | Neutrala individuella idrottare | 2:00.35,8           |
| 7         | Andrea Filadelli            | Italien                         | 2:00.43,7           |
| 8         | Nicholas Sloman             | Australien                      | 2:01.01,9           |
| 9         | Dávid Betlehem              | Ungern                          | 2:01.13,8           |
| 10        | Christian Schreiber         | Schweiz                         | 2:01.39,5           |
| 11        | Kaito Tsujimori             | Japan                           | 2:01.47,9           |
| 12        | Joey Tepper                 | USA                             | 2:01.53,8           |
| 13        | Kristóf Rasovszky           | Ungern                          | 2:03.05,5           |
| 14        | Athanasios Kynigakis        | Grekland                        | 2:03.05,6           |
| 15        | Esteban Enderica            | Ecuador                         | 2:03.06,1           |
| 16        | Cho Cheng-chi               | Taiwan                          | 2:03.08,9           |
| 17        | Diogo Cardoso               | Portugal                        | 2:03.17,9           |
| 18        | Martin Straka               | Tjeckien                        | 2:03.29,0           |
| 19        | Paul Niederberger           | Schweiz                         | 2:03.29,5           |
| 20        | Luiz Loureiro               | Brasilien                       | 2:03.34,2           |
| 21        | Eric Brown                  | Kanada                          | 2:04.04,6           |
| 22        | Dylan Gravley               | USA                             | 2:04.04,6           |
| 23        | David Farinango             | Ecuador                         | 2:04.18,1           |
| 24        | Ruan Breytenbach            | Sydafrika                       | 2:05.07,6           |
| 25        | Hector Pardoe               | Storbritannien                  | 2:05.38,0           |
| 26        | Jules Wallart               | Frankrike                       | 2:05.46,9           |
| 27        | Piotr Woźniak               | Polen                           | 2:07.18,8           |
| 28        | Matheus Melecchi            | Brasilien                       | 2:07.28,2           |
| 29        | Yonatan Ahdut               | Israel                          | 2:07.28,2           |
| 30        | Lev Cherepanov              | Kazakstan                       | 2:07.47,5           |
| 31        | Logan Vanhuys               | Belgien                         | 2:07.52,7           |
| 32        | Joaquín Moreno              | Argentina                       | 2:08.27,5           |
| 33        | Su Bo-ling                  | Taiwan                          | 2:08.39,5           |
| 34        | Riku Takaki                 | Japan                           | 2:09.18,8           |
| 35        | Vladislav Utrobin           | Neutrala individuella idrottare | 2:09.18,8           |
| 36        | Connor Buck                 | Sydafrika                       | 2:09.37,1           |
| 37        | Lan Tianchen                | Kina                            | 2:10.11,3           |
| 38        | Zhang Jinhou                | Kina                            | 2:11.06,9           |
| 39        | Diego Dulieu                | Honduras                        | 2:11.07,1           |
| 40        | Bartosz Kapała              | Polen                           | 2:11.32,1           |
| 41        | Oh Se-beom                  | Sydkorea                        | 2:11.33,9           |
| 42        | Tiago Campos                | Portugal                        | 2:11.38,5           |
| 43        | Artyom Lukasevits           | Singapore                       | 2:11.41,4           |
| 44        | José Barrios                | Guatemala                       | 2:11.41,4           |
| 45        | Ratthawit Thammananthachote | Thailand                        | 2:11.51,8           |
| 46        | Diego Obele                 | Mexiko                          | 2:11.52,6           |
| 47        | Nico Esslinger              | Namibia                         | 2:11.53,4           |
| 48        | Keith Sin                   | Hongkong                        | 2:12.31,8           |
| 49        | Jeison Rojas                | Costa Rica                      | 2:12.31,8           |
| 50        | Esteban Faure               | Monaco                          | 2:16.05,3           |
| 51        | Jakub Gabriel               | Slovakien                       | 2:17.20,4           |
| 52        | Alan González               | Mexiko                          | 2:17.34,0           |
| 53        | Tomáš Pavelka               | Slovakien                       | 2:17.48,7           |
| 54        | Jamarr Bruno                | Puerto Rico                     | 2:19.19,8           |
| 55        | Aflah Fadlan Prawira        | Indonesien                      | 2:19.35,0           |
| 56        | Anurag Singh                | Indien                          | 2:20.53,1           |
| 57        | Adrián Ywanaga              | Peru                            | 2:21.45,1           |
| 58        | Juan Núñez                  | Dominikanska republiken         | 2:21.58,4           |
| 59        | Army Pal                    | Indien                          | 2:23.32,9           |
| 60        | Nithikorn Jeampiriyakul     | Thailand                        | 2:26.06,8           |
| 61        | Chan Tsun Hin               | Hongkong                        | 2:26.43,6           |
| 62        | Gafar Hassan                | Sudan                           | 2:28.03,9           |
| 63        | Joaquín Estigarribia        | Paraguay                        | Utanför tidsgränsen |
| 63        | Adam Ahmed                  | Sudan                           | Utanför tidsgränsen |
| 63        | Santiago Castedo            | Bolivia                         | Utanför tidsgränsen |
| 63        | Dilanka Shehan              | Sri Lanka                       | Utanför tidsgränsen |
| 63        | Tharusha Perera             | Sri Lanka                       | Utanför tidsgränsen |
| 63        | Marc-Antoine Olivier        | Frankrike                       | 0DNF0               |
| 63        | Matan Roditi                | Israel                          | 0DNF0               |
| 63        | Park Jae-hun                | Sydkorea                        | 0DNF0               |
| 63        | Ritchie Oh                  | Singapore                       | 0DNF0               |
| 63        | Alejandro Plaza             | Bolivia                         | 0DNF0               |
| 63        | Ronaldo Zambrano            | Venezuela                       | 0DNF0               |
| 63        | Diego Vera                  | Venezuela                       | 0DNF0               |
| 63        | Alexander Adrian            | Indonesien                      | 0DNF0               |
| 63        | Théo Druenne                | Monaco                          | 0DNF0               |
| 63        | Samir Bachelani             | Kenya                           | 0DNF0               |
| 63        | Oscar García                | Guatemala                       | 0DNF0               |
| 63        | Rami Rahmouni               | Tunisien                        | 0DNS0               |
| 63        | Juan Morales                | Colombia                        | 0DNS0               |
| 63        | Swaleh Talib                | Kenya                           | 0DNS0               |